# Gweru
Gweru (tot 1982: Gwelo) is een stad in Centraal-Zimbabwe op de Great Dyke-intrusie. Het vormt de hoofdplaats van de provincie Midlands. De stad telde 141.260 inwoners bij de volkstelling van 2002, waarmee het de vijfde stad van het land vormt na Harare, Bulawayo, Chitungwiza en Mutare.
De bevolking van de stad spreekt zowel Shona (meerderheid) als Noord-Ndebele (ongeveer 30%) gesproken.

## Geschiedenis en stedelijke structuur
De plaats werd in 1894 gesticht door de Britse staatsman Leander Starr Jameson als een poststation tussen Bulawayo en Salisbury (nu Harare). In 1914 werd het een zelfstandige gemeente en in 1971 kreeg het de status van stad.
Net als alle steden van Zimbabwe bevinden zich zowel dunbevolkte, gemiddeld bevolkte en dichtbevolkte woongebieden in Gweru. In de koloniale tijd werden de steden ook gesegregeerd naar ras, waarbij de zwarte Afrikanen alleen in de dichtbevolkte gebieden woonden. Gekleurden (gemengde afkomst) leefden in een afgescheiden gemiddeld bevolkt woongebied en de blanken (Europeanen) woonden in gemiddeld en dunbevolkte woongebieden. De segregatie verdween later officieel, maar de indeling naar dun-, gemiddeld en dichtbevolkte woongebieden is blijven bestaan.
Mkoba is de grootste van oorsprong "zwarte" buitenwijk van Gweru en is onderverdeeld in 'villages'. Mkoba ontstond namelijk uit meerdere dorpen en nog steeds wordt de indeling 'village 1', 'village 2' tot 'village 20' aangehouden. Daarmee vormt Mkoba het enige suburbane gebied van het land waarin het voorvoegsel 'village' nog in gebruik is. Andere dichtbevolkte woongebieden rond Gweru zijn Ascot, Mtapa, Mambo, Nehosho en Senga. In onder andere Southdowns, Northlea, Lundi Park en Riverside wonen mensen uit de 'middenklasse' en Harben park, St Annes drive, Kopje, Brackenhurst en Windsor Park zijn voorbeelden van woongebieden waar de 'bovenklasse' (elite) woont.

## Economie en vervoer
Gweru vormt het im- en exportcentrum van Zimbabwe en een industrieel centrum voor de productie van schoenen (Bata; sinds 1939), chroomlegeringen (Zimbabwe Alloy), metaalbewerking en cementproductie. Het omliggende gebied behoort tot de meest geschikte veehouderijgebieden van het land, waarvoor in de stad een slachterij (Cold Storage Commission) en leerlooierijen voor de schoenenindustrie (waaronder 1 van Bata) zijn gevestigd. Rondom de stad bevinden zich verder ook een aantal uitgestrekte wijnbouwgebieden (van Zimbabwes grootste brouwer Afdis), alsook een aantal bloemenvelden voor de export.
Ten oosten van Gweru, in de Great Dyke, bevinden zich een aantal mijnen, waar chromiet, platinum, magnesium en andere ertsen worden gewonnen.
De stad vormt een belangrijk centrum voor de National Railways of Zimbabwe, die er het grootste rangeerterrein van het land beheert; Dabuka, in het zuiden van de stad. Vanuit de stad lopen sporen naar alle richtingen, zoals Mozambique (oosten), Zuid-Afrika (zuiden) en Botswana en Namibië (zuidwesten). Verder heeft de stad wegverbindingen met alle grote steden van Zimbabwe.

## Bezienswaardigheden
Een van de belangrijkste oriëntatiepunten van de stad is de Boggie Clock Tower, een klokkentoren uit 1928, die werd opgericht door Jean Boggie, ter nagedachtenis aan haar man.
Bij de stad liggen de Vliegbasis Gweru-Thornhill (opgericht in 1941; een van de drie hoofdbases van het land), het Militair Museum van Zimbabwe en het Wildpark Antilope, alsook de archeologische plekken Nalatale (bekend om haar kunstige metselwerk) en Danangombe (Portugees).
| 1982   | 1992    | 2002    |
| ------ | ------- | ------- |
| 78.918 | 128.037 | 141.260 |

## Partnersteden
- Basildon (Verenigd Koninkrijk)
- Birmingham (Verenigde Staten)
- Tsumeb (Namibië)